# Władysław Sikorski
Władysław Eugeniusz Sikorski (pronunția poloneză: [vwadɨswaf ɕikɔrsk ʲ i] (n. 20 mai 1881, Tuszów Narodowy⁠(d), Melețkîi povit⁠(d), Regatul Galiției și Lodomeriei, Austro-Ungaria – d. 4 iulie 1943, Gibraltar, Teritoriile britanice de peste mări, Regatul Unit) a fost un militar și un lider politic polonez.

## Biografie

### Înainte și în timpul Primului Război Mondial
Înainte de Primul Război Mondial, a organizat și a participat la mai multe organizații clandestine care au promovat cauza independenței Poloniei. A luptat cu distincție în Legiunile poloneze în timpul Primului Război Mondial, și mai târziu în armata poloneză nou creată în timpul războiului polono-sovietic (1919-1921). În acest război, el a jucat un rol important în bătălia decisivă de la Varșovia.

### Timpurile celei de-A Doua Republici Poloneze
În primii ani ai celei de-a doua Republici Polone, Sikorski a ocupat mai multe posturi în guvern, inclusiv cele de prim-ministru (1922-1923) și ministru al afacerilor militare (1923-1924). În urma loviturii de stat dirijată de Józef Pilsudski în mai 1926, și odată cu instalarea guvernului Sanacja, a căzut în dizgrația noului regim.

### Cel de-al Doilea Război Mondial

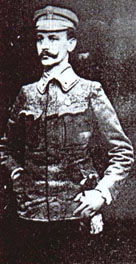
Wladyslaw Sikorski în 1918, ca tânăr ofițer

În timpul celui de-al Doilea Război Mondial, el a devenit prim-ministru al guvernului polonez în exil, comandant-șef al Forțelor Armate poloneze, și un avocat viguros al cauzei poloneze în domeniul diplomatic. El a susținut restabilirea relațiilor diplomatice dintre Polonia și Uniunea Sovietică, după ce acestea fuseseră rupte ca urmare a pactului sovietic cu Germania și invazia Poloniei în 1939. Cu toate acestea, dictatorul sovietic Iosif Stalin a rupt relațiile diplomatice sovieto-poloneze în aprilie 1943 ca răspuns la cererea lui Sikorski către Crucea Roșie Internațională de a investiga masacrul din pădurea de la Katyn.

### Deces
A murit în urma unui accident de aviație la decolarea de la baza engleză din Gibraltar, în timp ce se întorcea dintr-o inspecție a trupelor poloneze ce luptau pe frontul din Orientul Apropiat. Avionul care-l transporta pe Sikorski s-a prăbușit în mare imediat după decolare, toți cei aflați la bord murind cu excepția pilotului. Circumstanțele exacte ale morții sale au fost intens discutate, existând o serie de teorii ale conspirației în privința accidentului.